# Bradyrhizobium betae
Bradyrhizobium betae (лат.) — вид клубеньковых азотофиксирующих эндосимбиотических бактерий, впервые выделенная из кореней Beta vulgaris, откуда и происходит её название. Медленно растущий эндофит. Типовой штамм — PL7HG1T (=LMG 21987T =CECT 5829T).